# Eerste divisie 1991/92 (nacompetitie)/Wedstrijden
Het Nederlandse Eerste divisie voetbal uit het seizoen 1991/92 kende aan het einde van de reguliere competitie een nacompetitie. Alleen de kampioen van de Eerste divisie promoveerde rechtstreeks naar de Eredivisie. De zes periodekampioenen gingen verdeeld over twee poules strijden om promotie naar de Eredivisie. De twee poulewinnaars van de nacompetitie streden in een finale om het tweede promotieticket. De verliezend finalist kreeg een herkansing in een promotie-/degradatiewedstrijd tegen de nummer 16 van de eredivisie.
Winnaar van deze twintigste editie werd BVV Den Bosch.

## Speelronde 1

### Groep A
|                  |                                                                            |          |                 |                             |
| 3 mei 1992 14:30 | NAC                                                                        | verboden | Go Ahead Eagles | Stadion: NAC-stadion, Breda |
| 3 mei 1992 14:30 | door burgemeester Ed Nijpels vanwege gebrek aan capaciteit spoorwegpolitie |          |                 | Stadion: NAC-stadion, Breda |
| 3 mei 1992 14:30 |                                                                            |          |                 | Stadion: NAC-stadion, Breda |
| 3 mei 1992 14:30 |                                                                            |          |                 | Stadion: NAC-stadion, Breda |
|                  |                                                                            |          |                 |                             |

### Groep B
|                  |           |                                           |               |                                                                                      |
| 2 mei 1992 19:30 | Excelsior | 0 – 2                                     | BVV Den Bosch | Stadion: Woudestein, Rotterdam Toeschouwers: 3.200 Scheidsrechter: John Blankenstein |
| 2 mei 1992 19:30 |           | 38' Dirk Jan Derksen 82' Vladimir Laisina |               | Stadion: Woudestein, Rotterdam Toeschouwers: 3.200 Scheidsrechter: John Blankenstein |
| 2 mei 1992 19:30 |           |                                           |               | Stadion: Woudestein, Rotterdam Toeschouwers: 3.200 Scheidsrechter: John Blankenstein |
| 2 mei 1992 19:30 |           |                                           |               | Stadion: Woudestein, Rotterdam Toeschouwers: 3.200 Scheidsrechter: John Blankenstein |
|                  |           |                                           |               |                                                                                      |

## Speelronde 2

### Groep A
|                  |             |                  |     |                                                                                      |
| 5 mei 1992 19:30 | SC Heracles | 0 – 1            | NAC | Stadion: Bornsestraat, Almelo Toeschouwers: 5.500 Scheidsrechter: Mario van der Ende |
| 5 mei 1992 19:30 |             | 80' Jack Koumans |     | Stadion: Bornsestraat, Almelo Toeschouwers: 5.500 Scheidsrechter: Mario van der Ende |
| 5 mei 1992 19:30 |             |                  |     | Stadion: Bornsestraat, Almelo Toeschouwers: 5.500 Scheidsrechter: Mario van der Ende |
| 5 mei 1992 19:30 |             |                  |     | Stadion: Bornsestraat, Almelo Toeschouwers: 5.500 Scheidsrechter: Mario van der Ende |
|                  |             |                  |     |                                                                                      |

### Groep B
|                  |                                          |       |           |                                                                                       |
| 5 mei 1992 19:30 | Eindhoven                                | 2 – 0 | Excelsior | Stadion: Philips Stadion, Eindhoven Toeschouwers: 3.150 Scheidsrechter: Roelof Luinge |
| 5 mei 1992 19:30 | Ronald Borrenbergs 45' Aziz Doufikar 78' |       |           | Stadion: Philips Stadion, Eindhoven Toeschouwers: 3.150 Scheidsrechter: Roelof Luinge |
| 5 mei 1992 19:30 |                                          |       |           | Stadion: Philips Stadion, Eindhoven Toeschouwers: 3.150 Scheidsrechter: Roelof Luinge |
| 5 mei 1992 19:30 |                                          |       |           | Stadion: Philips Stadion, Eindhoven Toeschouwers: 3.150 Scheidsrechter: Roelof Luinge |
|                  |                                          |       |           |                                                                                       |

## Speelronde 3

### Groep A
|                  |                        |       |                    |                                                                                      |
| 9 mei 1992 19:30 | Go Ahead Eagles        | 1 – 1 | SC Heracles        | Stadion: De Adelaarshorst, Deventer Toeschouwers: 7.200 Scheidsrechter: Frans Houben |
| 9 mei 1992 19:30 | Alfred Knippenberg 82' |       | 65' Gijs Steinmann | Stadion: De Adelaarshorst, Deventer Toeschouwers: 7.200 Scheidsrechter: Frans Houben |
| 9 mei 1992 19:30 |                        |       |                    | Stadion: De Adelaarshorst, Deventer Toeschouwers: 7.200 Scheidsrechter: Frans Houben |
| 9 mei 1992 19:30 |                        |       |                    | Stadion: De Adelaarshorst, Deventer Toeschouwers: 7.200 Scheidsrechter: Frans Houben |
|                  |                        |       |                    |                                                                                      |

### Groep B
|                  |               |       |           |                                                                                   |
| 9 mei 1992 19:30 | BVV Den Bosch | 0 – 0 | Eindhoven | Stadion: De Vliert, 's-Hertogenbosch Toeschouwers: 4.100 Scheidsrechter: Dick Jol |
| 9 mei 1992 19:30 |               |       |           | Stadion: De Vliert, 's-Hertogenbosch Toeschouwers: 4.100 Scheidsrechter: Dick Jol |
| 9 mei 1992 19:30 |               |       |           | Stadion: De Vliert, 's-Hertogenbosch Toeschouwers: 4.100 Scheidsrechter: Dick Jol |
| 9 mei 1992 19:30 |               |       |           | Stadion: De Vliert, 's-Hertogenbosch Toeschouwers: 4.100 Scheidsrechter: Dick Jol |
|                  |               |       |           |                                                                                   |

## Speelronde 4

### Groep A
|                   |                  |       |     |                                                                                  |
| 14 mei 1992 19:00 | Go Ahead Eagles  | 1 – 0 | NAC | Stadion: De Adelaarshorst, Deventer Toeschouwers: 6.200 Scheidsrechter: Dick Jol |
| 14 mei 1992 19:00 | Paul Bosvelt 69' |       |     | Stadion: De Adelaarshorst, Deventer Toeschouwers: 6.200 Scheidsrechter: Dick Jol |
| 14 mei 1992 19:00 |                  |       |     | Stadion: De Adelaarshorst, Deventer Toeschouwers: 6.200 Scheidsrechter: Dick Jol |
| 14 mei 1992 19:00 |                  |       |     | Stadion: De Adelaarshorst, Deventer Toeschouwers: 6.200 Scheidsrechter: Dick Jol |
|                   |                  |       |     |                                                                                  |

### Groep B
|                   |                 |       |               |                                                                                        |
| 16 mei 1992 19:30 | BVV Den Bosch   | 1 – 1 | Excelsior     | Stadion: De Vliert, 's-Hertogenbosch Toeschouwers: 3.350 Scheidsrechter: Jef van Vliet |
| 16 mei 1992 19:30 | Bud Brocken 60' |       | 81' Ton Pronk | Stadion: De Vliert, 's-Hertogenbosch Toeschouwers: 3.350 Scheidsrechter: Jef van Vliet |
| 16 mei 1992 19:30 |                 |       |               | Stadion: De Vliert, 's-Hertogenbosch Toeschouwers: 3.350 Scheidsrechter: Jef van Vliet |
| 16 mei 1992 19:30 |                 |       |               | Stadion: De Vliert, 's-Hertogenbosch Toeschouwers: 3.350 Scheidsrechter: Jef van Vliet |
|                   |                 |       |               |                                                                                        |

## Restant Speelronde 1

### Groep A
|                   |     |       |                 |                                                                                |
| 17 mei 1992 14:30 | NAC | 0 – 0 | Go Ahead Eagles | Stadion: NAC-stadion, Breda Toeschouwers: 6.864 Scheidsrechter: Jaap Uilenberg |
| 17 mei 1992 14:30 |     |       |                 | Stadion: NAC-stadion, Breda Toeschouwers: 6.864 Scheidsrechter: Jaap Uilenberg |
| 17 mei 1992 14:30 |     |       |                 | Stadion: NAC-stadion, Breda Toeschouwers: 6.864 Scheidsrechter: Jaap Uilenberg |
| 17 mei 1992 14:30 |     |       |                 | Stadion: NAC-stadion, Breda Toeschouwers: 6.864 Scheidsrechter: Jaap Uilenberg |
|                   |     |       |                 |                                                                                |

## Speelronde 5

### Groep A
|                   |                                                 |       |             |                                                                               |
| 19 mei 1992 19:30 | NAC                                             | 3 – 0 | SC Heracles | Stadion: NAC-stadion, Breda Toeschouwers: 6.722 Scheidsrechter: Roelof Luinge |
| 19 mei 1992 19:30 | Ruud Brood 22' Ton Lokhoff 63' John Lammers 90' |       |             | Stadion: NAC-stadion, Breda Toeschouwers: 6.722 Scheidsrechter: Roelof Luinge |
| 19 mei 1992 19:30 |                                                 |       |             | Stadion: NAC-stadion, Breda Toeschouwers: 6.722 Scheidsrechter: Roelof Luinge |
| 19 mei 1992 19:30 |                                                 |       |             | Stadion: NAC-stadion, Breda Toeschouwers: 6.722 Scheidsrechter: Roelof Luinge |
|                   |                                                 |       |             |                                                                               |

### Groep B
|                   |           |       |           |                                                                                 |
| 19 mei 1992 19:30 | Excelsior | 0 – 0 | Eindhoven | Stadion: Woudestein, Rotterdam Toeschouwers: 1.250 Scheidsrechter: Frans Houben |
| 19 mei 1992 19:30 |           |       |           | Stadion: Woudestein, Rotterdam Toeschouwers: 1.250 Scheidsrechter: Frans Houben |
| 19 mei 1992 19:30 |           |       |           | Stadion: Woudestein, Rotterdam Toeschouwers: 1.250 Scheidsrechter: Frans Houben |
| 19 mei 1992 19:30 |           |       |           | Stadion: Woudestein, Rotterdam Toeschouwers: 1.250 Scheidsrechter: Frans Houben |
|                   |           |       |           |                                                                                 |

## Speelronde 6

### Groep A
|                   |                    |       |                      |                                                                                     |
| 23 mei 1992 19:30 | SC Heracles        | 1 – 2 | Go Ahead Eagles      | Stadion: Bornsestraat, Almelo Toeschouwers: 5.398 Scheidsrechter: John Blankenstein |
| 23 mei 1992 19:30 | Folkert Velten 56' |       | 3', 76' Jeroen Boere | Stadion: Bornsestraat, Almelo Toeschouwers: 5.398 Scheidsrechter: John Blankenstein |
| 23 mei 1992 19:30 |                    |       |                      | Stadion: Bornsestraat, Almelo Toeschouwers: 5.398 Scheidsrechter: John Blankenstein |
| 23 mei 1992 19:30 |                    |       |                      | Stadion: Bornsestraat, Almelo Toeschouwers: 5.398 Scheidsrechter: John Blankenstein |
|                   |                    |       |                      |                                                                                     |

### Groep B
|                   |                                            |       |                                         |                                                                                     |
| 24 mei 1992 14:30 | Eindhoven                                  | 4 – 1 | BVV Den Bosch                           | Stadion: Philips Stadion, Eindhoven Toeschouwers: 6.300 Scheidsrechter: Cees Bakker |
| 24 mei 1992 14:30 | André Wasiman 51' (pen.) Aziz Doufikar 76' |       | 20' Jos van Eck 90' Louis van Schijndel | Stadion: Philips Stadion, Eindhoven Toeschouwers: 6.300 Scheidsrechter: Cees Bakker |
| 24 mei 1992 14:30 |                                            |       |                                         | Stadion: Philips Stadion, Eindhoven Toeschouwers: 6.300 Scheidsrechter: Cees Bakker |
| 24 mei 1992 14:30 |                                            |       |                                         | Stadion: Philips Stadion, Eindhoven Toeschouwers: 6.300 Scheidsrechter: Cees Bakker |
|                   |                                            |       |                                         |                                                                                     |

## Finale
|                   |                 |       |               |                                                                                            |
| 27 mei 1992 19:30 | Go Ahead Eagles | 1 – 0 | BVV Den Bosch | Stadion: De Adelaarshorst, Deventer Toeschouwers: 10.900 Scheidsrechter: John Blankenstein |
| 27 mei 1992 19:30 | Luuk Maes 37'   |       |               | Stadion: De Adelaarshorst, Deventer Toeschouwers: 10.900 Scheidsrechter: John Blankenstein |
| 27 mei 1992 19:30 |                 |       |               | Stadion: De Adelaarshorst, Deventer Toeschouwers: 10.900 Scheidsrechter: John Blankenstein |
| 27 mei 1992 19:30 |                 |       |               | Stadion: De Adelaarshorst, Deventer Toeschouwers: 10.900 Scheidsrechter: John Blankenstein |
|                   |                 |       |               |                                                                                            |

|                   |                                                             |       |                 |                                                                                             |
| 31 mei 1992 14:00 | BVV Den Bosch                                               | 3 – 0 | Go Ahead Eagles | Stadion: De Vliert, 's-Hertogenbosch Toeschouwers: 8.500 Scheidsrechter: Mario van der Ende |
| 31 mei 1992 14:00 | Erwin van de Looi 13' René Nijhuis 47' Geert Brusselers 68' |       |                 | Stadion: De Vliert, 's-Hertogenbosch Toeschouwers: 8.500 Scheidsrechter: Mario van der Ende |
| 31 mei 1992 14:00 |                                                             |       |                 | Stadion: De Vliert, 's-Hertogenbosch Toeschouwers: 8.500 Scheidsrechter: Mario van der Ende |
| 31 mei 1992 14:00 |                                                             |       |                 | Stadion: De Vliert, 's-Hertogenbosch Toeschouwers: 8.500 Scheidsrechter: Mario van der Ende |
|                   |                                                             |       |                 |                                                                                             |

## Promotie/degradatie wedstrijd
Wedstrijd tussen de nummer 16 van de eredivisie en de verliezend finalist van de nacompetitie.
|                   |                                                      |       |             |                                                                                        |
| 3 juni 1992 19:30 | Go Ahead Eagles                                      | 3 – 0 | FC Den Haag | Stadion: De Adelaarshorst, Deventer Toeschouwers: 6.500 Scheidsrechter: Jaap Uilenberg |
| 3 juni 1992 19:30 | Harry Buisman 59' Jeroen Boere 75' Marco Heering 84' |       |             | Stadion: De Adelaarshorst, Deventer Toeschouwers: 6.500 Scheidsrechter: Jaap Uilenberg |
| 3 juni 1992 19:30 |                                                      |       |             | Stadion: De Adelaarshorst, Deventer Toeschouwers: 6.500 Scheidsrechter: Jaap Uilenberg |
| 3 juni 1992 19:30 |                                                      |       |             | Stadion: De Adelaarshorst, Deventer Toeschouwers: 6.500 Scheidsrechter: Jaap Uilenberg |
|                   |                                                      |       |             |                                                                                        |

|                   |             |                 |                 |                                                                               |
| 8 juni 1992 14:30 | FC Den Haag | 0 – 1           | Go Ahead Eagles | Stadion: Zuiderpark, Den Haag Toeschouwers: 3.600 Scheidsrechter: Cees Bakker |
| 8 juni 1992 14:30 |             | 20' Alfons Arts |                 | Stadion: Zuiderpark, Den Haag Toeschouwers: 3.600 Scheidsrechter: Cees Bakker |
| 8 juni 1992 14:30 |             |                 |                 | Stadion: Zuiderpark, Den Haag Toeschouwers: 3.600 Scheidsrechter: Cees Bakker |
| 8 juni 1992 14:30 |             |                 |                 | Stadion: Zuiderpark, Den Haag Toeschouwers: 3.600 Scheidsrechter: Cees Bakker |
|                   |             |                 |                 |                                                                               |

## Voetnoten
AZ ·
BVV Den Bosch ·
SC Cambuur ·
Eindhoven ·
Emmen ·
Excelsior ·
Go Ahead Eagles ·
Haarlem ·
sc Heerenveen ·
Helmond Sport ·
Heracles '74 ·
NAC ·
N.E.C. ·
RBC ·
Telstar ·
TOP ·
BV Veendam ·
FC Wageningen ·
VCV Zeeland ·
FC Zwolle
Eredivisie

1960 · 1975 · 1987 · 1988
Eerste divisie

1973 · 1974 · 1975 · 1976 · 1977 · 1978 · 1979 · 1980 · 1981 · 1982 · 1983 · 1984 · 1985 · 1986 · 1987 · 1988 · 1989 · 1990 · 1991 · 1992 · 1993 · 1994 · 1995 · 1996 · 1997 · 1998 · 1999 · 2000 · 2001 · 2002 · 2003 · 2004 · 2005

Vanaf 2006 staan alle competities op 1 pagina.

2006 · 2007 · 2008 · 2009 · 2010 · 2011 · 2012 · 2013 · 2014 · 2015 · 2016 · 2017 · 2018 · 2019 · 2020 · 2021 · 2022 · 2023 · 2024